# 로맨스 빌런
《로맨스 빌런》은 2023년 6월 5일부터 2023년 6월 27일까지 방영된 MBC 드라마넷의 드라마이다.

## 등장 인물

### 주요 인물
- 차선우 : 강희제 역
- 하승리 : 반유진 역
- 최연 : 남현 역
- 신지원 : 고윤 역

### 강희제 주변 인물
- 김해준 : 병국 선배 역
- 봉태규 : 봉 선배 역
- 한서울 : 이시대 역

### 반유진 주변 인물
- 강상준 : 오진욱 역
- 한현민 : 상아 역

### 고윤 주변 인물
- 강희제 : 수동 역